# Šajerija
Šajerija (lat. Schaueria), biljni rod iz porodice primogovki smješten u podtribus Tetrameriinae, dio tribusa Justicieae, potporodica Acanthoideae. Sastoji se od 16 vrsta, 15 južnoameričkih  i jedna iz Meksika i Gvatemale, Schaueria parviflora. Opisan je u Delectus Seminum in Horto Botanico Vratislaviensi Collectorum - A. 3. 1838. Tipična je Schaueria calytricha Link & Otto

## Etimologija
Ime roda je u čast Johanna Conrada Schauera (1813.-1848.), profesora u Greifswaldu u Njemačkoj, koji se specijalizirao za proučavanje vrsta iz porodica Myrtaceae i Verbenaceae.

## Opis
Grmovi. Tipična vrsta Schaueria calytricha je uspravni višegodišnji grm porijeklom iz prašuma jugoistočnog Brazila. Također poznat kao “Golden Plume”, njegovi žuti cvjetovi privlače leptire i kolibriće. Uzgaja se kao ukras, nema izvješća o naturalizaciji ili invazivnosti u rodu, iako balistički raspršeno sjeme sugerira da bi lokalna naturalizacija mogla biti moguća.

## Vrste
1. Schaueria calytricha (Otto ex Hook.) Orb.
2. Schaueria capitata Nees
3. Schaueria gonatistachya (Nees & Mart.) Nees
4. Schaueria hirta A.L.A.Côrtes
5. Schaueria humuliflora (Nees & Mart.) Nees
6. Schaueria lachnostachya Nees
7. Schaueria litoralis (Vell.) A.L.A.Côrtes
8. Schaueria macrophylla Nees
9. Schaueria marginata Nees
10. Schaueria maximiliani Nees
11. Schaueria paranaensis (Rizzini) A.L.A.Côrtes
12. Schaueria parviflora (Leonard) T.F.Daniel
13. Schaueria pyramidalis A.L.A.Côrtes
14. Schaueria spicata (Vell.) A.L.A.Côrtes
15. Schaueria sulfurea Nees
16. Schaueria thyrsiflora A.L.A.Côrtes

## Sinonimi
- Flavicoma Raf.; Fl. Tellur. 4: 63 (1838)